# Paul Federn
Paul Federn (13 de octubre de 1871 en Viena - 4 de mayo de 1950 en Nueva York) fue un médico y psicoanalista, uno de los primeros discípulos de Freud. Pese a su gran lealtad a Freud, posteriormente, por sus aportes a la comprensión de las psicosis desarrolló un perfil propio, con lo que sin embargo no se dio a conocer ampliamente antes de su deceso.

## Vida y obra
Paul era hijo de un conocido médico vienés, Salomon Federn, que había introducido las mediciones de presión arterial junto al lecho del enfermo, y hermano del jurista y escritor Karl Federn así como del economista y periodista del área económica Walther Federn. En 1902 abrió su consulta médica propia, al año siguiente le fue presentado a Freud, quien le ayudó en cuanto a sus crisis depresivas. Federn se hizo miembro de la Sociedad Psicológica del Miércoles fundada en 1902, de la que en 1910 surgiera la Asociación Psicoanalítica Vienesa. Wilhelm Reich y August Aichhorn entre otros fueron analizados por él.
Federn siempre volvió a ocuparse de cuestiones biológicas, p.ej. de las terapias hormonales, lo que en 1918 le llevó a hacer amistad con Eugen Steinach, cuyo método de Vasectomía le recomendó a Freud pocos años más tarde.
Después de haber vivido la Primera Guerra Mundial como médico militar, publicó en 1919 Zur Psychologie der Revolution: Die vaterlose Gesellschaft ("Acerca de la psicología de la revolución: la sociedad sin padre"), una interpretación puramente psicológica de la fundación de la República austríaca y de las revoluciones a partir del fin de la guerra. En los años siguientes se acercó a la Socialdemocracia abogando por una educación popular psicoanalítica.
Desde 1924 y hasta 1938, Federn fue vicepresidente de la Asociación Psicoanalítica Vienesa como representante de Freud. Al mismo tiempo empezó a elaborar sus propios conceptos para comprender las psicosis, poniendo el acento en la fuerza y la cualidad del por él así llamado sentimiento del yo, en los cambios en los límites del yo, así como en las investiduras afectivas del yo. Denominó sentimiento del yo a un tipo de vivencia, cuyo contenido se percibe como perteneciente al yo y no al entorno, donde el entorno también puede ser intrapsíquico – el Ello y el Superyó en términos de Freud.
De acuerdo a Federn, en la vivencia del yo actúan componentes constructivas y destructivas, la pulsión de vida y la de muerte en términos de Freud. Aparte de la interacción de éstas, la vivencia del yo también puede estar debilitada en su conjunto, cuando los límites del yo no están suficientemente investidas por percepciones, que puedan ser entendidas por el yo como indudablemente pertenecientes a él y que constituyen su continuidad en el espacio y en el tiempo, así como su unidad como ente actuante. De acuerdo a Federn, en el sueño ocurre un debilitamiento relativo del yo, haciéndose los límites del yo permeables para elementos extraños, inclusive para materiales provenientes del inconsciente. Así por ejemplo en el sueño no se percibe el propio cuerpo – que durante la vigilia aparece como más o menos perteneciente al yo – y las percepciones corporales tienen un efecto molesto que conduce al despertar.
El debilitamiento de la investidura afectiva del yo es para Federn la característica principal de las psicosis. Con ello diverge notoriamente de Freud, para el que la psicosis surge de un exceso de „autolibido narcisista“. En lugar de una prueba de realidad, que diferencia lo intrapsíquico de lo extrapsíquico (como descrito por Freud para el funcionamiento psíquico normal), en la psicosis solamente se realiza la distinción entre lo perteneciente al yo a lo que no pertenece a él – en el sentido arriba señalado, de manera que las vivencias ajenas al yo, que ahora lo inundan, son percibidos a la vez como "reales".
Federn supone una gran flexibilidad de los estados del yo. Los estados superados del yo se reprimen, pero pueden volver a actualizarse. El objetivo de la terapia de las psicosis consiste para Federn en el fortalecimiento de la investidura afectiva del yo y de sus límites, el "ahorro" de energía para esta investidura; no la superación de las represiones, sino la creación de otras nuevas, así como globalmente un proceder del terapeuta orientado al apoyo y a la ayuda, que desiste de interpretaciones psicoanalíticas.
En 1938, Federn, siendo judío, emigró a los Estados Unidos y después de nuevos estudios de medicina se hizo miembro de la New York Psychoanalytical Society Asociación Psicoanalítica de Nueva York. Obtuvo reconocimiento a través de la publicación de los resultados de sus investigaciones, que hicieron de él un cofundador poco ortodoxo de la psicología del yo. Después de la muerte de su esposa, cansado además por una larga lucha en contra de un tumor maligno, se quitó la vida en 1950.
El hijo de Paul Federn, Ernst Federn (1914-2007) también trabajó en psicoanálisis.

## Obra
- Zur Psychologie der Revolution: Die vaterlose Gesellschaft (Acerca de la psicología de la revolución: la sociedad sin padre), Leipzig: Suschitzky 1919
- Das psychoanalytische Volksbuch. Seelenkunde. Hygiene. Krankheitskunde. Kulturkunde (El libro popular psicoanalítico. Ciencias del alma. Higiene. Patología. Antropología cultural), Stuttgart: Hippokrates 1926; Berna: Huber 1939
- Hygiene des Geschlechtslebens für den Mann (Higiene de la vida sexual para el varón), Stuttgart: Hippokrates 1930
- Bis der Arzt kommt (Mientras llega el médico), Stuttgart: Hippokrates 1930
- Gesundheitspflege für Jedermann (Cuidado de la salud para todos). Fasc. 1-2. Stuttgart: Hippokrates 1930
- Ichpsychologie und die Psychosen (La psicología del yo y las psicosis), Berna, Stuttgart: Huber 1956, Frankfurt: Suhrkamp 1978

## Literatura
- Edoardo Weiss. Introducción, en: Paul Federn: Ichpsychologie und die Psychosen (La psicología del yo y las psicosis), Frankfurt: Suhrkamp 1978, p. 9-27.
- Artículo sobre Federn, Paul, en: Elisabeth Roudinesco, Michel Plon: Wörterbuch der Psychoanalyse. Namen, Länder, Werke, Begriffe (Diccionario de Psicoanálisis) Viena, New York: Springer 2004, p. 236-238.